# Chazarská polemika
Chazarská polemika je označení historické události, na kterou chazarský kagan svolal zástupce tří náboženství, tedy islámu, judaismu a křesťanství, aby mezi sebou vedli polemiku, jejíž vítěz pak měl předat své náboženství celé Chazarské říši.
Křesťany reprezentovali byzantští učenci Konstantin a Metoděj; podle křesťanských pramenů jejich mise u chazarského panovníka proběhla roku 860 nebo 861, tedy ještě před další misí na Velkou Moravu v roce 863. Zvláště Konstantina údajně chazarská mise fyzicky značně vyčerpala.
Znalosti o výsledku a vlivu polemiky jsou velmi kusé, Chazaři pravděpodobně nakonec přijali všechna tři náboženství, a to pro vojsko muslimskou, pro zemědělce křesťanskou a pro obchodníky židovskou víru.[zdroj?]
Ve 12. století polemiku vykreslil ve svém díle Kitáb al-Chazarí židovský filosof Jehuda Halevi. Je zmíněna v knize Jindry Jarošové Svatí kacíři aneb reportáž nejen z Velké Moravy.
Tato polemika posloužila jako námět k románu Chazarský slovník (Milorad Pavić, 1984).